# یابیک
یابیک (به هلندی: Jabeek) یک منطقهٔ مسکونی در هلند است که در اوندربانکن واقع شده‌است. یابیک ۷۶۰ نفر جمعیت دارد.